# Wulff Scheel-Plessen

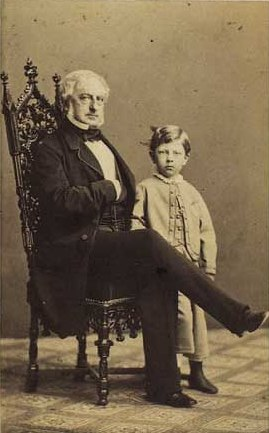
Wulff Scheel-Plessen, fotograferad av Bertha Valerius.

Wulff Scheel-Plessen, född den 16 februari 1809 i Hannover, död den 7 juli 1876 nära Neustadt in Holstein, var en dansk länsgreve och diplomat. 
Scheel-Plessen var 1836–1846 dansk legationssekreterare och 1852–1872 envoyé i Stockholm. Han utnämndes till dansk utrikesminister i december 1854 men avsade sig posten redan i januari 1855. Han var äldre bror till Carl Scheel-Plessen och Otto von Plessen.
Scheel-Plessen utsågs till kommendör med stora korset av Nordstjärneorden 1849 och detsamma av Sankt Olavs orden 1860.